# Система эксплуатационной поддержки
Система эксплуатационной поддержки (англ.  Operations Support Systems, OSS) — класс прикладного программного обеспечения, используемого операторами связи для автоматизации процессов управления сетью и сетевым оборудованием.

## Компоненты
В настоящее время[уточнить] в состав OSS входят следующие основные компоненты:
- средства взаимодействия (mediation) — обеспечивают сопряжение решений OSS/BSS с разнородным оборудованием различных производителей;
- управление инвентаризацией (Resource/Inventory Management) — отвечает за учет физических и логических ресурсов сети;
- управление неисправностями (Fault Management) — представляет собой систему контроля и управления аварийными сигналами, которая предназначена для их фильтрации и корреляции с целью выявления первопричины, породившей поток взаимосвязанных аварийных сообщений;
- контроль выполнения задач по устранению неисправностей (Trouble Ticketing);
- управление качеством предоставляемых услуг (SLA Management) — обеспечивает оперативный мониторинг сервисов, доступных внутренним и внешним пользователям;
- управление нарядами на активацию услуг (Order Management) — необходимо для отслеживания всех этапов исполнения заказа на предоставление услуги;
- системы предупреждения мошенничества (Fraud Management) — предназначены для пресечения и упреждения случаев несанкционированного и неоплаченного использования услуг операторов связи;
- модуль планирования и развития услуг (Service Provisioning Management) — позволяет прогнозировать развитие событий и моделировать разнообразные сценарии;
- управление безопасностью (Security Management) — обеспечивает контроль доступа к ресурсам сети;
- модуль учета (Accounting Management) — регистрирует время использования различных ресурсов сети.